# Âm nhạc của Kanon
Kanon là một visual novel do Key phát triển và được Visual Art's phát hành vào năm 1999. Cốt truyện xoay quanh Aizawa Yuichi, một thiếu niên quay lại thành phố để học trung học, nơi mà bảy năm trước anh từng ghé thăm và hiện đã quên mất những sự kiện từng xảy ra ở đó. Trong sê-ri, Yuichi đã từ từ lấy lại ký ức của mình nhờ những người bạn mới, cũ và một thế lực siêu nhiên nào đó đang tồn tại trong thành phố. Tác phẩm được chuyển thể thành 13 tập anime truyền hình bởi Toei Animation, bắt đầu phát sóng vào năm 2002 kèm theo một tập OVA phát hành năm 2003; Itō Takamichi là đạo diễn cả hai loạt phim và Kōzu Hiroyuki làm đạo diễn âm thanh. Kyoto Animation đã làm lại bộ phim với 24 tập phát sóng từ năm 2006 đến 2007, do Ishihara Tatsuya làm đạo diễn và phần âm nhạc được phụ trách bởi Orito Shinji, vốn là một nhân viên của Key. Danh sách đĩa nhạc của Kanon và hai chuyển thể anime của nó bao gồm một album tổng hợp, ba đĩa đơn, ba soundtrack và ba album remix.
Cốt lõi của danh sách đĩa nhạc là ba album soundtrack gốc. Soundtrack của visual novel, cũng được sử dụng trong loạt anime thứ hai, được sản xuất bởi Key Sounds Label và phát hành vào năm 2002. Toàn bộ các ca khúc trong soundtrack được sáng tác và cải biên bởi Maeda Jun, Orito Shinji và OdiakeS. Hai soundtrack phát hành cho sê-ri anime đầu tiên vào năm 2002 do Movic sản xuất. Các bài hát trong soundtrack của anime được sáng tác và cải biên bởi Kōzu Hiroyuki, Ueno Kōji và Orito Shinji. Hai album remix được phát hành cho visual novel vào năm 1999 và 2003, và một album remix dành cho loạt anime đầu tiên phát hành năm 2003. Một album tổng hợp của visual novel chứa những bản cải biên phát hành trước đó đã ra mắt vào năm 2001. Ba đĩa đơn cũng được sản xuất, mỗi đĩa dành cho visual và hai loạt anime, chứa hai ca khúc chủ đề mở đầu và kết thúc của mỗi loại hình truyền thông.

## Soundtrack

### Visual novel

#### Anemoscope
Anemoscope là album cải biên phát hành bởi Key cho visual novel Kanon, và được đính kèm cùng với phiên bản đầu tiên của trò chơi này vào ngày 4 tháng 6 năm 1999. Mười trong số mười hai bản nhạc trong album là phiên bản cải biên của những bài nhạc nền đặc trưng trong visual novel, hai track còn lại là phiên bản gốc của hai ca khúc chủ đề chính của trò chơi: "Last regrets" và "Kaze no Tadoritsuku Basho", đều do Ayana trình bày. Mười bài hát đầu được cải biên bởi Orito Shinji, Togoshi Magome và Takase Kazuya của I've Sound.
| Danh sách nhạc phẩm | Danh sách nhạc phẩm                                                                                         | Danh sách nhạc phẩm | Danh sách nhạc phẩm        | Danh sách nhạc phẩm |
| STT                 | Nhan đề | Phổ nhạc            | Cải biên                   | Thời lượng          |
| ------------------- | --- | ------------------- | -------------------------- | ------------------- |
| 1.                  | "Pure Snows"                                                                                                | Orito Shinji        | Togoshi Magome             | 4:22                |
| 2.                  | "Last regrets" (Maeda Jun viết lời; Ayana trình bày)                                                        | Maeda Jun           | Takase Kazuya (I've Sound) | 6:12                |
| 3.                  | "Shōjo no Ori" (少女の檻 Girls' Prison)                                                                     | OdiakeS             | Orito Shinji               | 3:10                |
| 4.                  | "Kaze o Matta Hi" (風を待った日 The Day When I Waited for the Wind)                                         | Orito Shinji        | Togoshi Magome             | 5:45                |
| 5.                  | "Yuki no Shōjo" (雪の少女 Girl in the Snow)                                                                 | Orito Shinji        | Togoshi Magome             | 3:41                |
| 6.                  | "Tōdo Kōgen" (凍土高原 Tundra Plateau)                                                                      | Orito Shinji        | Togoshi Magome             | 3:59                |
| 7.                  | "Hidamari no Machi" (日溜りの街 A Sunny City)                                                               | Orito Shinji        | Togoshi Magome             | 5:47                |
| 8.                  | "The Fox and the Grapes"                                                                                    | OdiakeS             | Orito Shinji               | 4:15                |
| 9.                  | "Kigi no Koe to Hibi no Zawameki" (木々の声と日々のざわめき The Voices of Trees and the Bustling of Days)   | Orito Shinji        | Togoshi Magome             | 3:35                |
| 10.                 | "Egao no Mukōgawa ni" (笑顔の向こう側に Beyond the Smile)                                                   | Orito Shinji        | Togoshi Magome             | 3:12                |
| 11.                 | "Umaretate no Kaze" (生まれたての風 A Newborn Wind)                                                         | Orito Shinji        | Togoshi Magome             | 4:39                |
| 12.                 | "Kaze no Tadoritsuku Basho" (風の辿り着く場所 Where the Wind Reaches) (Maeda Jun viết lời; Ayana trình bày) | Orito Shinji        | Takase Kazuya (I've Sound) | 6:08                |
| Tổng thời lượng:    | Tổng thời lượng:                                                                                            | Tổng thời lượng:    | Tổng thời lượng:           | 54:47               |

#### Last regrets/Place of wind which arrives
"Last regrets/Place of wind which arrives" (風の辿り着く場所 Kaze no Tadoritsuku Basho) là đĩa đơn đính kèm với phiên bản đầu tiên dưới dạng bản giới hạn của Kanon vào ngày 23 tháng 11 năm 1999, nhưng cũng được bán tại Comiket 57 vào ngày 24 tháng 12 năm 1999. Đĩa đơn chứa tất cả bảy bản nhạc, trong đó bao gồm các phiên bản gốc và phối khí của hai ca khúc chủ đề trong trò chơi là "Last regrets" và "Kaze no Tadoritsuku Basho", và ba phiên bản cải biên của các bản nhạc nền đặc trưng trong visual novel. Nửa đầu của ca khúc cuối cùng là phiên bản phối khí của "Kaze no Tadoritsuku Basho", và sau khi tạm dừng một đoạn dài là track ẩn với phiên bản nam ca của "Last regrets", do Takase Kazuya của I've Sound trình bày. Những nhà sản xuất khác của đĩa đơn bao gồm Maeda Jun, Orito Shinji và Togoshi Magome, vai trò của Ayana là trình bày phiên bản gốc của hai ca khúc chủ đề trong trò chơi.
| Danh sách nhạc phẩm | Danh sách nhạc phẩm                                                                                         | Danh sách nhạc phẩm | Danh sách nhạc phẩm        | Danh sách nhạc phẩm |
| STT                 | Nhan đề | Phổ nhạc            | Cải biên                   | Thời lượng          |
| ------------------- | --- | ------------------- | -------------------------- | ------------------- |
| 1.                  | "Last regrets" (Maeda Jun viết lời; Ayana trình bày)                                                        | Maeda Jun           | Takase Kazuya (I've Sound) | 6:15                |
| 2.                  | "Kaze no Tadoritsuku Basho" (風の辿り着く場所 Where the Wind Reaches) (Maeda Jun viết lời; Ayana trình bày) | Orito Shinji        | Takase Kazuya (I've Sound) | 6:11                |
| 3.                  | "Asakage (cải biên)" (朝影 Morning Lights)                                                                  | Orito Shinji        | Togoshi Magome             | 5:26                |
| 4.                  | "Fuyu no Hanabi (cải biên)" (冬の花火 Winter Fireworks)                                                     | Maeda Jun           | Orito Shinji               | 3:41                |
| 5.                  | "Little fragments (cải biên)"                                                                               | Orito Shinji        | Togoshi Magome             | 4:22                |
| 6.                  | "Last regrets" (phối khí)"                                                                                  | Maeda Jun           | Takase Kazuya (I've Sound) | 6:15                |
| 7.                  | "Kaze no Tadoritsuku Basho (phối khí)" (風の辿り着く場所 Where the Wind Reaches)                            | Orito Shinji        | Takase Kazuya (I've Sound) | 14:14               |
| Tổng thời lượng:    | Tổng thời lượng:                                                                                            | Tổng thời lượng:    | Tổng thời lượng:           | 46:24               |

#### Recollections
Recollections là album cải biên hoàn hảo nhất của visual novel Kanon, phát hành lần đầu vào ngày 29 tháng 12 năm 2001 tại Comiket 61 bởi Key Sounds Label mang mã số lô hàng KSLA-0003, và được phân phối rộng rãi vào ngày 29 tháng 11 năm 2002. Album gồm một đĩa nhạc với 13 ca khúc, chủ yếu lấy từ hai album đầu tiên của visual novel Kanon là Anemoscope và "Last regrets/Place of wind which arrives"; bảy bài từ album đầu, và ba bài từ album thứ hai. Album này cũng chứa ba bản cải biên mới từ các nhạc phẩm đặc trưng trong visual novel Kanon: hai track nhạc nền, và bản remix (phối lại) từ ca khúc chủ đề mở đầu "Last regrets" như một phiên bản tụ thanh do Lia thực hiện. Các bản nhạc trong album được cải biên bởi Orito Shinji, Togoshi Magome và Okabe Ryō.
| Danh sách nhạc phẩm | Danh sách nhạc phẩm                                                                     | Danh sách nhạc phẩm | Danh sách nhạc phẩm | Danh sách nhạc phẩm |
| STT                 | Nhan đề                                                                                 | Phổ nhạc            | Cải biên            | Thời lượng          |
| ------------------- | --------------------------------------------------------------------------------------- | ------------------- | ------------------- | ------------------- |
| 1.                  | "Pure Snows" (từ Anemoscope)                                                            | Orito Shinji        | Togoshi Magome      | 4:26                |
| 2.                  | "Last regrets -acoustic version-" (Maeda Jun viết lời; Lia trình bày; bản cải biên mới) | Maeda Jun           | Okabe Ryō           | 6:31                |
| 3.                  | "Asakage" (朝影 Morning Lights; từ đĩa đơn "Last regrets")                              | Orito Shinji        | Togoshi Magome      | 5:27                |
| 4.                  | "The Fox and the Grapes" (từ Anemoscope)                                                | OdiakeS             | Orito Shinji        | 4:16                |
| 5.                  | "Shōjo no Ori" (少女の檻 Girls' Prison; từ Anemoscope)                                  | OdiakeS             | Orito Shinji        | 3:10                |
| 6.                  | "Hidamari no Machi" (日溜まりの街 A Sunny City; từ Anemoscope)                          | Orito Shinji        | Togoshi Magome      | 5:59                |
| 7.                  | "Fuyu no Hanabi" (冬の花火 Winter Fireworks; từ đĩa đơn "Last regrets")                 | Maeda Jun           | Orito Shinji        | 3:41                |
| 8.                  | "Kanojotachi no Kenkai" (彼女たちの見解 The Girls' Opinions; bản cải biên mới)          | Orito Shinji        | Togoshi Magome      | 6:53                |
| 9.                  | "Kaze o Matta Hi" (風を待った日 The Day When I Waited for the Wind; từ Anemoscope)      | Orito Shinji        | Togoshi Magome      | 6:09                |
| 10.                 | "Tōdo Kōgen" (凍土高原 Tundra Plateau; từ Anemoscope)                                   | Orito Shinji        | Togoshi Magome      | 3:50                |
| 11.                 | "Zankō" (残光 Afterglow; bản cải biên mới)                                              | Maeda Jun           | Orito Shinji        | 3:53                |
| 12.                 | "Umaretate no Kaze" (生まれたての風 A Newborn Wind; từ Anemoscope)                      | Orito Shinji        | Togoshi Magome      | 5:40                |
| 13.                 | "Little fragments" (từ đĩa đơn "Last regrets")                                          | Orito Shinji        | Togoshi Magome      | 4:25                |
| Tổng thời lượng:    | Tổng thời lượng:                                                                        | Tổng thời lượng:    | Tổng thời lượng:    | 64:20               |

#### Kanon Original Soundtrack
Kanon Original Soundtrack là album tập hợp toàn bộ những ca khúc gốc đặc trưng trong visual novel Kanon, phát hành lần đầu vào ngày 25 tháng 10 năm 2002 ở Nhật Bản bởi Key Sounds Label, mang mã số lô hàng KSLA-0006. Soundtrack gồm một đĩa nhạc với 24 ca khúc được sáng tác, cải biên và sản xuất bởi Maeda Jun, Orito Shinji, OdiakeS và Takase Kazuya của I've Sound. Ayana là ca sĩ trình bày hai ca khúc chủ đề mở đầu-kết thúc, "Last regrets" và "Kaze no Tadoritsuku Basho". Nửa đầu của nhạc phẩm cuối cùng là phiên bản ngắn của "Kaze no Tadoritsuku Basho", và sau khi tạm dừng một đoạn dài là track ẩn với phiên bản cải biên của "Yuki no Shōjo", vốn là một trong những ca khúc của album Anemoscope.
| Danh sách nhạc phẩm | Danh sách nhạc phẩm | Danh sách nhạc phẩm | Danh sách nhạc phẩm |
| STT                 | Nhan đề | Phổ nhạc            | Thời lượng          |
| ------------------- | --- | ------------------- | ------------------- |
| 1.                  | "Asakage" (朝影 Morning Lights) | Orito Shinji        | 1:55                |
| 2.                  | "Yume no Ato" (夢の跡 Remnants of a Dream) | Maeda Jun           | 2:09                |
| 3.                  | "Last regrets -Full Chorus Version-" (Maeda Jun viết lời; Takase Kazuya (I've Sound) cải biên; Ayana trình bày)                                                        | Maeda Jun           | 6:15                |
| 4.                  | "Yakusoku" (約束 Promise) | Orito Shinji        | 3:10                |
| 5.                  | "2 steps toward" | Orito Shinji        | 2:50                |
| 6.                  | "Kigi no Koe to Hibi no Zawameki" (木々の声と日々のざわめき The Voices of Trees and the Bustle of Days)                                                                | Orito Shinji        | 3:23                |
| 7.                  | "Kanojotachi no Kenkai" (彼女たちの見解 The Girls' Opinions) | Orito Shinji        | 2:44                |
| 8.                  | "Pure Snows" | Orito Shinji        | 2:40                |
| 9.                  | "Yuki no Shōjo" (雪の少女 Girl in the Snow) | Orito Shinji        | 1:42                |
| 10.                 | "Hidamari no Machi" (日溜りの街 A Sunny City) | Orito Shinji        | 3:04                |
| 11.                 | "Egao no Mukōgawa ni" (笑顔の向こう側に Beyond the Smile) | Orito Shinji        | 2:54                |
| 12.                 | "The Fox and the Grapes" | OdiakeS             | 1:34                |
| 13.                 | "Shōjo no Ori" (少女の檻 Girls' Prison) | OdiakeS             | 1:38                |
| 14.                 | "Kizashi" (兆し Omen) | Orito Shinji        | 2:04                |
| 15.                 | "Fuyu no Hanabi" (冬の花火 Winter Fireworks) | Maeda Jun           | 2:04                |
| 16.                 | "Mukai" (霧海 Sea of Mist) | OdiakeS             | 1:45                |
| 17.                 | "Tōdo Kōgen" (凍土高原 Tundra Plateau) | Orito Shinji        | 4:01                |
| 18.                 | "Zankō" (残光 Afterglow) | Maeda Jun           | 1:58                |
| 19.                 | "Kaze o Matta Hi" (風を待った日 The Day When I Waited for the Wind) | Orito Shinji        | 3:17                |
| 20.                 | "Umaretate no Kaze" (生まれたての風 A Newborn Wind) | Orito Shinji        | 4:00                |
| 21.                 | "Kaze no Tadoritsuku Basho -Full Chorus Version-" (風の辿り着く場所 Where the Wind Reaches) (Maeda Jun viết lời; Takase Kazuya (I've Sound) cải biên; Ayana trình bày) | Orito Shinji        | 6:12                |
| 22.                 | "Little fragments" | Orito Shinji        | 2:04                |
| 23.                 | "Last regrets -Short Version-" (Maeda Jun viết lời; Takase Kazuya (I've Sound) cải biên; Ayana trình bày)                                                              | Maeda Jun           | 2:32                |
| 24.                 | "Kaze no Tadoritsuku Basho -Short Version-" (風の辿り着く場所 Where the Wind Reaches) (Maeda Jun viết lời; Takase Kazuya (I've Sound) cải biên; Ayana trình bày)       | Orito Shinji        | 7:55                |
| Tổng thời lượng:    | Tổng thời lượng: | Tổng thời lượng:    | 75:14               |

#### Re-feel
Re-feel là album hòa tấu piano, trong đó lấy những ca khúc từ visual novel Kanon và AIR rồi cải biên lại thành phiên bản piano. Nó phát hành lần đầu vào ngày 28 tháng 12 năm 2003 tại Comiket 65 bởi Key Sounds Label mang mã số lô hàng KSLA-0010. Album gồm một đĩa nhạc với mười ca khúc; năm bài đầu tiên từ Kanon trong khi năm bài cuối cùng từ AIR. Ngoại trừ các track hai và bốn được cải biên bởi Riya của Eufonius, toàn bộ các nhạc phẩm còn lại do Mizutsuki Ryō biên tập dưới tên KIYO trên nhãn đĩa.
| Danh sách nhạc phẩm | Danh sách nhạc phẩm                        | Danh sách nhạc phẩm | Danh sách nhạc phẩm | Danh sách nhạc phẩm |
| STT                 | Nhan đề                                    | Phổ nhạc            | Cải biên            | Thời lượng          |
| ------------------- | ------------------------------------------ | ------------------- | ------------------- | ------------------- |
| 1.                  | "Yakusoku" (約束 Promise)                  | Orito Shinji        | Mizutsuki Ryō       | 4:01                |
| 2.                  | "Shōjo no Ori" (少女の檻 Girls' Prison)    | OdiakeS             | Riya                | 4:18                |
| 3.                  | "Pure Snows"                               | Orito Shinji        | Mizutsuki Ryō       | 3:39                |
| 4.                  | "Yume no Ato" (夢の跡 Remnants of a Dream) | Maeda Jun           | Riya                | 3:24                |
| 5.                  | "Zankō" (残光 Afterglow)                   | Maeda Jun           | Mizutsuki Ryō       | 4:14                |
| 6.                  | "Natsukage" (夏影 Summer Lights)           | Maeda Jun           | Mizutsuki Ryō       | 3:16                |
| 7.                  | "Denshō" (伝承 Tradition)                  | Togoshi Magome      | Mizutsuki Ryō       | 4:18                |
| 8.                  | "Aozora" (青空 Blue Skies)                 | Maeda Jun           | Mizutsuki Ryō       | 5:33                |
| 9.                  | "Yumegatari" (夢語り Speaking of Dreams)   | Orito Shinji        | Mizutsuki Ryō       | 4:39                |
| 10.                 | "Tori no Uta" (鳥の詩 Bird's Poem)         | Orito Shinji        | Mizutsuki Ryō       | 4:11                |
| Tổng thời lượng:    | Tổng thời lượng:                           | Tổng thời lượng:    | Tổng thời lượng:    | 41:33               |

### Anime

#### TV Animation Edition Kanon Soundtrack Volume 1
TV Animation Edition Kanon Soundtrack Volume 1 là soundtrack gốc được phát hành sớm nhất dành cho bộ anime đầu tiên của Kanon, phát hành vào ngày 5 tháng 5 năm 2002 bởi Movic mang mã số lô hàng MACM-1155. Soundtrack gồm một đĩa với tổng cộng 31 bản nhạc được soạn, cải biên và sản xuất bởi Orito Shinji, Maeda Jun, OdiakeS, Ueno Kōji và Kōzu Hiroyuki. Fujiwara Miho là ca sĩ trình bày hai ca khúc chủ đề mở đầu và cuối phim, "Florescence" và "Flower". Một số nhạc phẩm là những phiên bản cải biên mới từ những track đặc trưng trong visual novel Kanon. Bản phát hành đầu tiên của soundtrack được hiệu chỉnh chất lượng cao, giống như một DVD.
Toàn bộ nhạc phẩm cải biên bởi Kōzu Hiroyuki.
| Danh sách nhạc phẩm | Danh sách nhạc phẩm                                                                      | Danh sách nhạc phẩm | Danh sách nhạc phẩm |
| STT                 | Nhan đề                                                                                  | Phổ nhạc            | Thời lượng          |
| ------------------- | ---------------------------------------------------------------------------------------- | ------------------- | ------------------- |
| 1.                  | "Yakusoku I" (約束 Promise)                                                              | Orito Shinji        | 0:23                |
| 2.                  | "Florescence TV edition" (Kosaka Naomi viết lời; Fujiwara Miho trình bày)                | Ueno Kōji           | 0:31                |
| 3.                  | "Yume no Ato I" (夢の跡 Remnants of a Dream)                                             | Maeda Jun           | 2:38                |
| 4.                  | "Nayuki Minase" (水瀬名雪)                                                               | Kōzu Hiroyuki       | 2:49                |
| 5.                  | "Kita kara Hakobareru Kaze" (北から運ばれる風 The Wind Carried from the North)           | Kōzu Hiroyuki       | 1:35                |
| 6.                  | "Itsumo no Michi de" (いつもの道で On the Usual Road)                                    | Kōzu Hiroyuki       | 1:40                |
| 7.                  | "Fuyu no Hanabi I" (冬の花火 Winter Fireworks)                                           | Maeda Jun           | 2:08                |
| 8.                  | "Machi de" (街で In the City)                                                            | Kōzu Hiroyuki       | 1:44                |
| 9.                  | "Tsukimiya Ayu" (月宮あゆ)                                                               | Kōzu Hiroyuki       | 1:52                |
| 10.                 | "Kaze o Matta Hi II" (風を待った日 The Day When I Waited for the Wind)                   | Orito Shinji        | 3:21                |
| 11.                 | "Hazumu Kimochi" (弾む気持ち Lively Feelings)                                            | Kōzu Hiroyuki       | 1:35                |
| 12.                 | "Kanojo no Iru Fūkei" (彼女のいる風景 The Scenery Where She Exists)                      | Kōzu Hiroyuki       | 1:48                |
| 13.                 | "Misaka Shiori" (美坂栞)                                                                 | Kōzu Hiroyuki       | 1:36                |
| 14.                 | "Kawasumi Mai" (川澄舞)                                                                  | Kōzu Hiroyuki       | 1:46                |
| 15.                 | "Kokoro no Sukima" (心の隙間 Crevice of the Heart)                                       | Kōzu Hiroyuki       | 1:48                |
| 16.                 | "Shizuka na Kanashimi" (静かな悲しみ A Quiet Sadness)                                    | Kōzu Hiroyuki       | 1:41                |
| 17.                 | "Jijō" (事情 Event)                                                                      | Kōzu Hiroyuki       | 1:33                |
| 18.                 | "Sawatari Makoto" (沢渡真琴)                                                             | Kōzu Hiroyuki       | 1:54                |
| 19.                 | "Sepiairo no Kodō" (セピア色の鼓動 Sepia Heartbeats)                                     | Kōzu Hiroyuki       | 1:54                |
| 20.                 | "Maiochiru Fuan" (舞い落ちる不安 An Alighting Anxiety)                                   | Kōzu Hiroyuki       | 1:54                |
| 21.                 | "Kaze o Matta Hi II" (風を待った日 The Day When I Waited for the Wind)                   | Orito Shinji        | 1:41                |
| 22.                 | "Mukai I" (霧海 Sea of Mist)                                                             | OdiakeS             | 1:42                |
| 23.                 | "Munasawagi" (胸騒ぎ Apprehension)                                                       | Kōzu Hiroyuki       | 1:50                |
| 24.                 | "Yami ni Hisomu Kage" (闇に潜む影 The Shadow that Lurks in the Darkness)                 | Kōzu Hiroyuki       | 1:38                |
| 25.                 | "Takanaru Omoi" (高鳴る想い Throbbing Thoughts)                                          | Kōzu Hiroyuki       | 1:49                |
| 26.                 | "Time Suspense I"                                                                        | Kōzu Hiroyuki       | 2:21                |
| 27.                 | "Umaretate no Asa" (生まれたての朝 A Newborn Morning)                                    | Orito Shinji        | 2:02                |
| 28.                 | "Florescence -Softly Ver.-" (Kosaka Naomi viết lời; Fujiwara Miho trình bày)             | Ueno Kōji           | 2:13                |
| 29.                 | "Flower -TV edition-" (Kosaka Naomi viết lời; Fujiwara Miho trình bày)                   | Kamato Masato       | 1:25                |
| 30.                 | "Florescence -TV edition Special Ver.-" (Kosaka Naomi viết lời; Fujiwara Miho trình bày) | Ueno Kōji           | 1:48                |
| 31.                 | "Yakusoku II" (約束 Promise)                                                             | Orito Shinji        | 1:48                |
| Tổng thời lượng:    | Tổng thời lượng:                                                                         | Tổng thời lượng:    | 56:27               |

#### Florescence/Flower
"Florescence/Flower" là đĩa đơn của ca sĩ J-pop Fujiwara Miho, phát hành lần đầu ở Nhật Bản vào ngày 7 tháng 6 năm 2002 by Movic mang mã số lô hàng MACM-1157. Lần phát hành đầu tiên của đĩa đơn dưới dạng phiên bản giới hạn có bao gồm thêm hai bản nhạc khác, sau đó chúng đã bị gở bõ trong phiên bản chính thức. Đầu tiên là bản phối khí của "Flower" với giọng ca nền của Fujiwara Miho, và thứ hai là một track nhạc nền cho nhân vật Minase Akiko (nhạc phẩm này chưa từng được chơi trong sê-ri anime Kanon đầu tiên của Toei Animation). Các ca khúc "Florescence" và "Flower" của đĩa đơn lần lượt là hai bài hát chủ đề mở đầu và kết thúc của phiên bản anime Kanon đầu tiên.
| Danh sách nhạc phẩm | Danh sách nhạc phẩm                                                      | Danh sách nhạc phẩm | Danh sách nhạc phẩm |
| STT                 | Nhan đề                                                                  | Phổ nhạc            | Thời lượng          |
| ------------------- | ------------------------------------------------------------------------ | ------------------- | ------------------- |
| 1.                  | "Florescence" (Kosaka Naomi viết lời; Fujiwara Miho trình bày)           | Ueno Kōji           | 5:42                |
| 2.                  | "Flower" (Kosaka Naomi viết lời; Fujiwara Miho trình bày)                | Kamato Masato       | 5:05                |
| 3.                  | "Florescence -Off vocal-"                                                | Ueno Kōji           | 5:42                |
| 4.                  | "Flower -Off vocal-"                                                     | Kamato Masato       | 5:05                |
| 5.                  | "Flower ~Instrumental~" (Kosaka Naomi viết lời; Fujiwara Miho trình bày) | Kamato Masato       | 5:05                |
| 6.                  | "Akiko-san" (秋子さん)                                                   | Kōzu Hiroyuki       | 0:21                |
| Tổng thời lượng:    | Tổng thời lượng:                                                         | Tổng thời lượng:    | 26:58               |

#### TV Animation Edition Kanon Soundtrack Volume 2
TV Animation Version Kanon Soundtrack Volume 2 là soundtrack gốc thứ hai phát hành cho bộ anime đầu tiên của Kanon, ra mắt ngày 5 tháng 7 năm 2002 ở Nhật Bản bởi Movic mang mã số lô hàng MACM-1156. Soundtrack gồm hai đĩa với tổng cộng 55 nhạc phẩm được soạn, cải biên và sản xuất bởi Orito Shinji, Maeda Jun, OdiakeS, Ueno Kōji và Kōzu Hiroyuki. Fujiwara Miho là ca sĩ trình bày hai ca khúc chủ đề mở đầu và cuối phim, "Florescence" và "Flower". Một số nhạc phẩm là những phiên bản cải biên mới từ những track đặc trưng trong visual novel Kanon.
Toàn bộ nhạc phẩm cải biên bởi Kōzu Hiroyuki.
| Đĩa 1 | Đĩa 1                                                                          | Đĩa 1         | Đĩa 1      |
| STT   | Nhan đề                                                                        | Phổ nhạc      | Thời lượng |
| ----- | ------------------------------------------------------------------------------ | ------------- | ---------- |
| 1.    | "Florescence preview ver." (Kosaka Naomi viết lời; Fujiwara Miho trình bày)    | Ueno Kōji     | 0:34       |
| 2.    | "Yume no Ato II" (夢の跡 Remnants of a Dream)                                  | Maeda Jun     | 2:38       |
| 3.    | "Yume no Ato music box I" (夢の跡 Remnants of a Dream )                        | Maeda Jun     | 2:27       |
| 4.    | "Minase Nayuki II" (水瀬名雪)                                                  | Kōzu Hiroyuki | 2:33       |
| 5.    | "Yume no Ato plus strings I" (夢の跡 Remnants of a Dream)                      | Maeda Jun     | 2:57       |
| 6.    | "Time Suspense II"                                                             | Kōzu Hiroyuki | 2:31       |
| 7.    | "Zenchō" (前兆 Omen)                                                           | Kōzu Hiroyuki | 1:36       |
| 8.    | "Mukai orchestra I" (霧海 Sea of Mist)                                         | OdiakeS       | 1:58       |
| 9.    | "Butōkai" (舞踏会 Dance Party)                                                 | Kōzu Hiroyuki | 3:35       |
| 10.   | "Ketsui" (決意 Determination)                                                  | Kōzu Hiroyuki | 1:49       |
| 11.   | "Hazumu Kimochi II" (弾む気持ち Lively Feelings)                               | Kōzu Hiroyuki | 1:42       |
| 12.   | "Yume no Ato plus strings II" (夢の跡 Remnants of a Dream)                     | Maeda Jun     | 2:38       |
| 13.   | "Flower softly ver." (Kosaka Naomi viết lời; Fujiwara Miho trình bày)          | Kamato Masato | 2:41       |
| 14.   | "Taiji" (対峙 Confrontation)                                                   | Kōzu Hiroyuki | 2:39       |
| 15.   | "Mamono o Utsumono I" (魔物を討つ者 Demon Slayer)                              | Kōzu Hiroyuki | 4:20       |
| 16.   | "Florescence painful ver." (Kosaka Naomi viết lời; Fujiwara Miho trình bày)    | Ueno Kōji     | 2:16       |
| 17.   | "Yasuragi no Shunkan" (安らぎの瞬間 A Moment of Peace)                         | Kōzu Hiroyuki | 1:53       |
| 18.   | "Semari Kuru Kage" (迫り来る影 An Approaching Shadow)                          | Kōzu Hiroyuki | 2:22       |
| 19.   | "Mamono o Utsumono II" (魔物を討つ者 Demon Slayer)                             | Kōzu Hiroyuki | 1:10       |
| 20.   | "Mamono o Utsumono III" (魔物を討つ者 Demon Slayer)                            | Kōzu Hiroyuki | 1:04       |
| 21.   | "Mamono o Utsumono IV" (魔物を討つ者 Demon Slayer)                             | Kōzu Hiroyuki | 1:08       |
| 22.   | "Mamono o Utsumono V" (魔物を討つ者 Demon Slayer)                              | Kōzu Hiroyuki | 2:00       |
| 23.   | "Mamono o Utsumono VI" (魔物を討つ者 Demon Slayer)                             | Kōzu Hiroyuki | 0:57       |
| 24.   | "Mamono o Utsumono VII" (魔物を討つ者 Demon Slayer)                            | Kōzu Hiroyuki | 1:37       |
| 25.   | "Tōdo Kōgen I" (凍士高原 Tundra Plateau)                                       | Orito Shinji  | 2:17       |
| 26.   | "Tōdo Kōgen II" (凍士高原 Tundra Plateau)                                      | Orito Shinji  | 1:37       |
| 27.   | "Mitasareta Kioku" (満たされた記憶 Fulfilled Memories)                         | Kōzu Hiroyuki | 1:51       |
| 28.   | "Makoto to no Wakare plus guitar" (真琴との別れ Farewell with Makoto)          | Kōzu Hiroyuki | 2:56       |
| 29.   | "Tsukimiya Ayu plus intro" (月宮あゆ)                                          | Kōzu Hiroyuki | 2:03       |
| 30.   | "Shizuka na Kanashimi plus intro" (静かな悲しみ A Quiet Sadness)               | Kōzu Hiroyuki | 1:54       |
| 31.   | "Florescence impressive ver." (Kosaka Naomi viết lời; Fujiwara Miho trình bày) | Ueno Kōji     | 2:18       |
| 32.   | "Flower music box ver."                                                        | Kamato Masato | 2:18       |

| Đĩa 2            | Đĩa 2                                                                             | Đĩa 2            | Đĩa 2      |
| STT              | Nhan đề                                                                           | Phổ nhạc         | Thời lượng |
| ---------------- | --------------------------------------------------------------------------------- | ---------------- | ---------- |
| 1.               | "Florescence preview short ver." (Kosaka Naomi viết lời; Fujiwara Miho trình bày) | Ueno Kōji        | 0:19       |
| 2.               | "Misaka Shiori guitar ver." (美坂栞)                                              | Kōzu Hiroyuki    | 1:50       |
| 3.               | "Misaka Shiori II" (美坂栞)                                                       | Kōzu Hiroyuki    | 1:44       |
| 4.               | "Kawasumi Mai II" (川澄舞)                                                        | Kōzu Hiroyuki    | 1:57       |
| 5.               | "Hazumu Kimochi comical ver." (弾む気持ち Lively Feelings)                        | Kōzu Hiroyuki    | 1:35       |
| 6.               | "Hazumu Kimochi easy ver." (弾む気持ち Lively Feelings)                           | Kōzu Hiroyuki    | 1:42       |
| 7.               | "Tsuiseki" (追跡 Pursuit)                                                         | Kōzu Hiroyuki    | 1:42       |
| 8.               | "Kokoro no Odoro" (心の棘 Thorn in the Heart)                                     | Kōzu Hiroyuki    | 1:43       |
| 9.               | "Meiro" (迷路 Maze)                                                               | Kōzu Hiroyuki    | 1:36       |
| 10.              | "Maiochiru Fuan piano ver." (舞い落ちる不安 An Alighting Anxiety)                 | Kōzu Hiroyuki    | 1:59       |
| 11.              | "Iradachi" (苛立ち Irritation)                                                    | Kōzu Hiroyuki    | 1:58       |
| 12.              | "Munasawagi II" (胸騒ぎ Apprehension)                                             | Kōzu Hiroyuki    | 1:56       |
| 13.              | "Tsumetai Manazashi" (冷たい眼差し A Cold Glance)                                 | Kōzu Hiroyuki    | 1:48       |
| 14.              | "Mamono o Utsumono VIII" (魔物を討つ者 Demon Slayer)                              | Kōzu Hiroyuki    | 4:27       |
| 15.              | "2 steps toward"                                                                  | Orito Shinji     | 2:03       |
| 16.              | "Yakusoku music box I" (約束 Promise)                                             | Orito Shinji     | 1:37       |
| 17.              | "Yakusoku music box II" (約束 Promise)                                            | Orito Shinji     | 0:24       |
| 18.              | "Mukai orchestra II" (霧海 Sea of Mist)                                           | OdiakeS          | 2:14       |
| 19.              | "Mukai orchestra III" (霧海 Sea of Mist)                                          | OdiakeS          | 2:26       |
| 20.              | "Makoto to no Wakare" (真琴との別れ Farewell with Makoto)                         | Kōzu Hiroyuki    | 3:12       |
| 21.              | "Yume no Ato plus strings III" (夢の跡 Remnants of a Dream)                       | Maeda Jun        | 3:18       |
| 22.              | "Yume no Ato dramatic ver." (夢の跡 Remnants of a Dream)                          | Maeda Jun        | 3:02       |
| 23.              | "Flower dramatic ver." (Kosaka Naomi viết lời; Fujiwara Miho trình bày)           | Kamato Masato    | 2:37       |
| Tổng thời lượng: | Tổng thời lượng:                                                                  | Tổng thời lượng: | 115:19     |

#### Orgel de Kiku Sakuhin Shū
Orgel de Kiku Sakuhin Shū (オルゴールで聴く作品集 tạm dịch: Lắng nghe Bộ sưu tập Tác phẩm Hộp nhạc) là album cải biên phát hành cho sê-ri anime Kanon đầu tiên, bán ra thị trường vào ngày 25 tháng 7 năm 2003 ở Nhật Bản bởi Movic mang mã số lô hàng MACM-1167. Album gồm một đĩa với 15 bản nhạc, cũng là những phiên bản cải biên của các track nhạc nền đặc trưng trong bộ anime Kanon đầu tiên, trong đó tất cả được hòa tấu lại bằng hộp nhạc, piano, đàn hạc, sáo, ghi-ta trầm và một số nhạc cụ có dây khác. Toàn bộ nhạc phẩm được soạn bởi Ueno Kōji, Kōzu Hiroyuki hoặc Kamato Masato, và cải biên bởi Nozaki Minami.
Tất cả nhạc phẩm được soạn bởi Hiroyuki Kōzu, trừ khi có ghi chú thêm.
| Danh sách nhạc phẩm | Danh sách nhạc phẩm                                                                 | Danh sách nhạc phẩm |
| STT                 | Nhan đề                                                                             | Thời lượng          |
| ------------------- | ----------------------------------------------------------------------------------- | ------------------- |
| 1.                  | "Florescence" (Kosaka Naomi viết lời; Ueno Kōji biên soạn; Fujiwara Miho trình bày) | 3:53                |
| 2.                  | "Kita Kara Hakobareru Kaze" (北から運ばれる風 The Wind Carried from the North)      | 2:43                |
| 3.                  | "Tsukimiya Ayu" (月宮あゆ)                                                          | 2:09                |
| 4.                  | "Kanojo no Iru Fūkei" (彼女のいる風景 The Scenery Where She Exists)                 | 3:36                |
| 5.                  | "Misaka Shiori" (美坂栞)                                                            | 3:01                |
| 6.                  | "Yasuragi no Shunkan" (安らぎの瞬間 A Moment of Peace)                              | 3:28                |
| 7.                  | "Kawasumi Mai" (川澄舞)                                                             | 3:40                |
| 8.                  | "Butōkai" (舞踏会 Dance Party)                                                      | 3:59                |
| 9.                  | "Sawatari Makoto" (沢渡真琴)                                                        | 4:17                |
| 10.                 | "Sepiairo no Kodō" (セピア色の鼓動 Sepia Heartbeats)                                | 3:11                |
| 11.                 | "Mamono o Utsumono VII" (魔物を討つ者 Demon Hunter)                                 | 2:38                |
| 12.                 | "Mitasareta Kioku" (満たされた記憶 A Memory Fulfilled)                              | 3:27                |
| 13.                 | "Makoto to no Wakare" (真琴との別れ Farewell with Makoto)                           | 3:05                |
| 14.                 | "Minase Nayuki" (水瀬名雪)                                                          | 4:22                |
| 15.                 | "Flower" (Kosaka Naomi viết lời; Kamato Masato biên soạn; Fujiwara Miho trình bày)  | 3:16                |
| Tổng thời lượng:    | Tổng thời lượng:                                                                    | 50:51               |

#### Last regrets/Kaze no Tadoritsuku Basho
"Last regrets/Kaze no Tadoritsuku Basho" là đĩa đơn phát hành để kỷ niệm bộ anime Kanon thứ hai, do Kyoto Animation sản xuất. Nhạc phẩm phát hành lần đầu vào ngày 28 tháng 12 năm 2006 tại Nhật Bản bởi Key Sounds Label mang mã số lô hàng KSLA-0026. Đĩa đơn chứa các phiên bản gốc, ngắn và cải biên của hai ca khúc chủ đề trong Kanon là "Last regrets" và "Kaze no Tadoritsuku Basho", do Ayana trình bày. Các ca khúc được soạn, cải biên và sản xuất bởi Maeda Jun, Orito Shinji, Takase Kazuya của I've Sound và Manack.
Tất cả lời bài hát được viết bởi Maeda Jun, do Ayana trình bày.
| Danh sách nhạc phẩm | Danh sách nhạc phẩm                                                                         | Danh sách nhạc phẩm | Danh sách nhạc phẩm        | Danh sách nhạc phẩm |
| STT                 | Nhan đề                                                                                     | Phổ nhạc            | Cải biên                   | Thời lượng          |
| ------------------- | ------------------------------------------------------------------------------------------- | ------------------- | -------------------------- | ------------------- |
| 1.                  | "Last regrets - Original Ver. -"                                                            | Maeda Jun           | Takase Kazuya (I've Sound) | 6:16                |
| 2.                  | "Kaze no Tadoritsuku Basho - Original Ver. -" (風の辿り着く場所 Where the Wind Reaches)     | Orito Shinji        | Takase Kazuya (I've Sound) | 6:13                |
| 3.                  | "Last regrets - TV animation ver. -"                                                        | Maeda Jun           | Takase Kazuya (I've Sound) | 1:32                |
| 4.                  | "Kaze no Tadoritsuku Basho - TV animation ver. -" (風の辿り着く場所 Where the Wind Reaches) | Orito Shinji        | Takase Kazuya (I've Sound) | 1:32                |
| 5.                  | "Last regrets - 2006 memorial mix -"                                                        | Maeda Jun           | Manack                     | 6:32                |
| 6.                  | "Kaze no Tadoritsuku Basho - 2006 memorial mix -" (風の辿り着く場所 Where the Wind Reaches) | Orito Shinji        | Manack                     | 6:17                |
| Tổng thời lượng:    | Tổng thời lượng:                                                                            | Tổng thời lượng:    | Tổng thời lượng:           | 28:22               |

## Vị trí xếp hạng
| Album                                          | Ngày phát hành       | Nhãn                         | Định dạng | Bảng xếp hạng Oricon | Bảng xếp hạng Oricon |
| Album                                          | Ngày phát hành       | Nhãn                         | Định dạng | Tuần                 | Vị trí cao nhất      |
| ---------------------------------------------- | -------------------- | ---------------------------- | --------- | -------------------- | -------------------- |
| TV Animation Edition Kanon Soundtrack Volume 1 | 5 tháng 5 năm 2002   | Movic (MACM-1155)            | CD        | 1                    | 98                   |
| "Florescence/Flower"                           | 7 tháng 6 năm 2002   | Movic (MACM-1157)            | CD        | 3                    | 35                   |
| TV Animation Edition Kanon Soundtrack Volume 2 | 5 tháng 7 năm 2002   | Movic (MACM-1156)            | CD        | 1                    | 53                   |
| Orgel de Kiku Sakuhin Shū                      | 25 tháng 7 năm 2003  | Movic (MACM-1167)            | CD        | 1                    | 241                  |
| "Last regrets/Kaze no Tadoritsuku Basho"       | 28 tháng 12 năm 2006 | Key Sounds Label (KSLA-0026) | CD        | 4                    | 40                   |